# Haarfarbe
Die Haarfarbe eines Menschen hängt von der Menge der Pigmente Eumelanin und Phäomelanin ab, die in der Faserschicht der Haare enthalten sind. Fehlen die Pigmente komplett, sind die Haare bleich. Dies ist der Fall bei Menschen mit Albinismus.

## Haarfarben

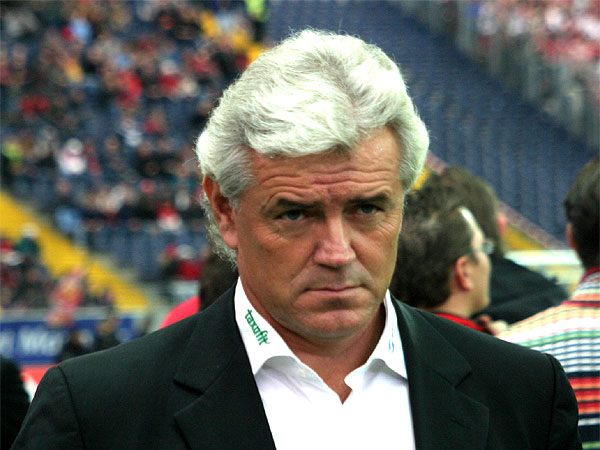
Weiß
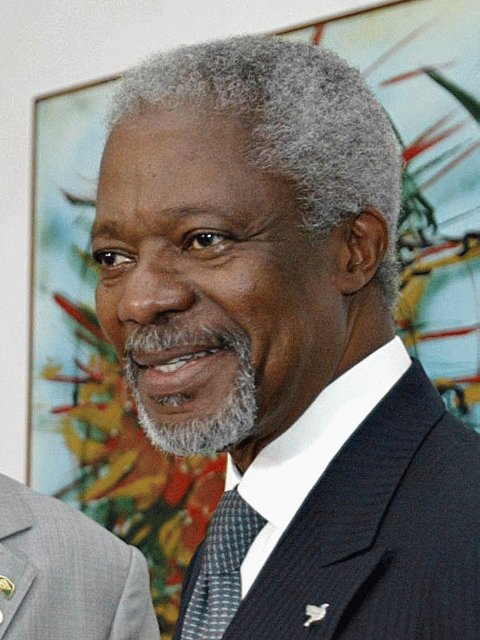
Grau
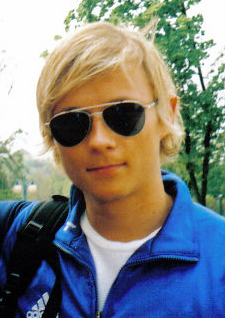
Blond
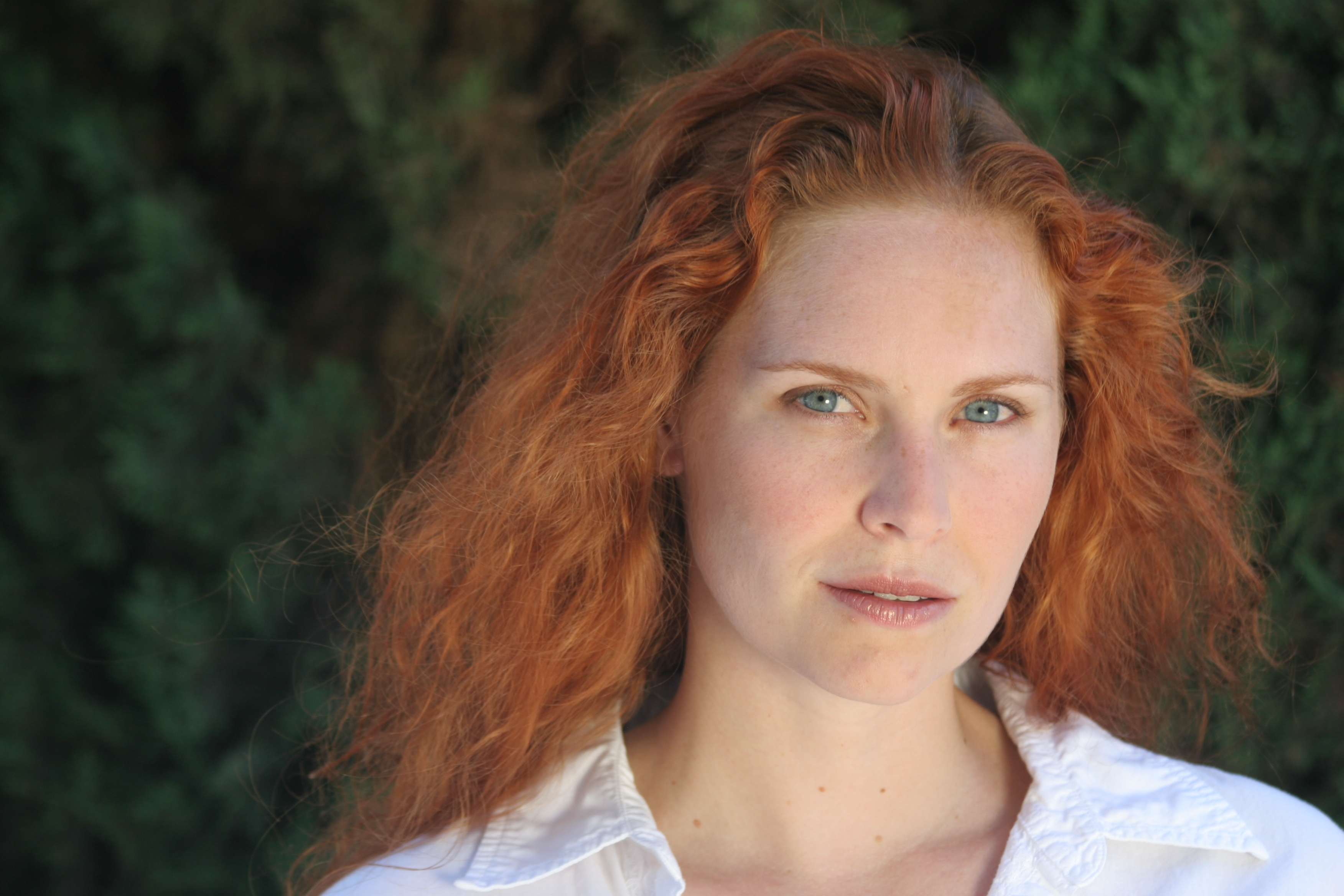
Rot
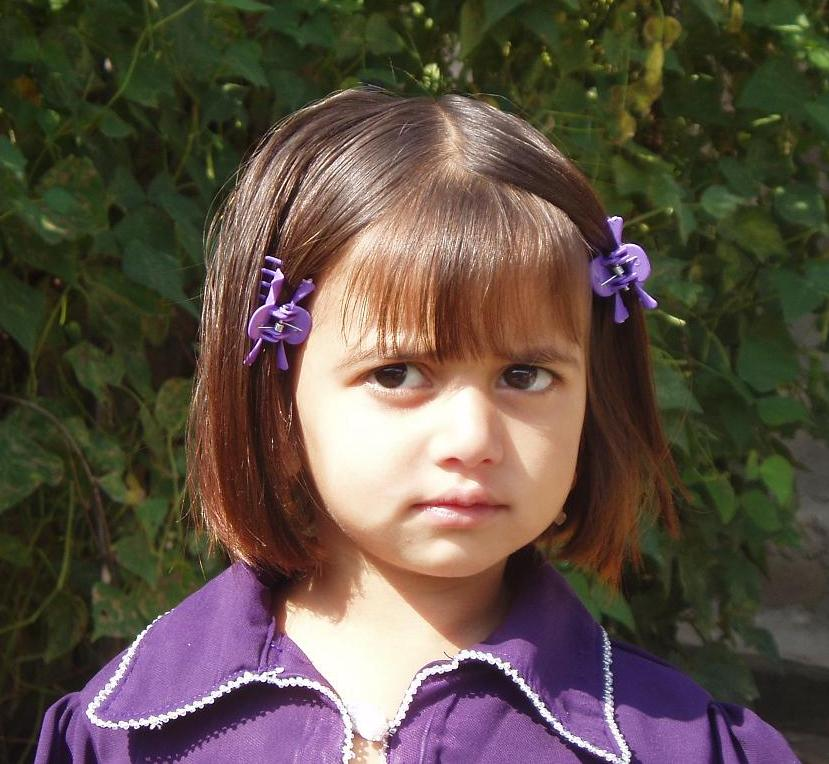
Braun
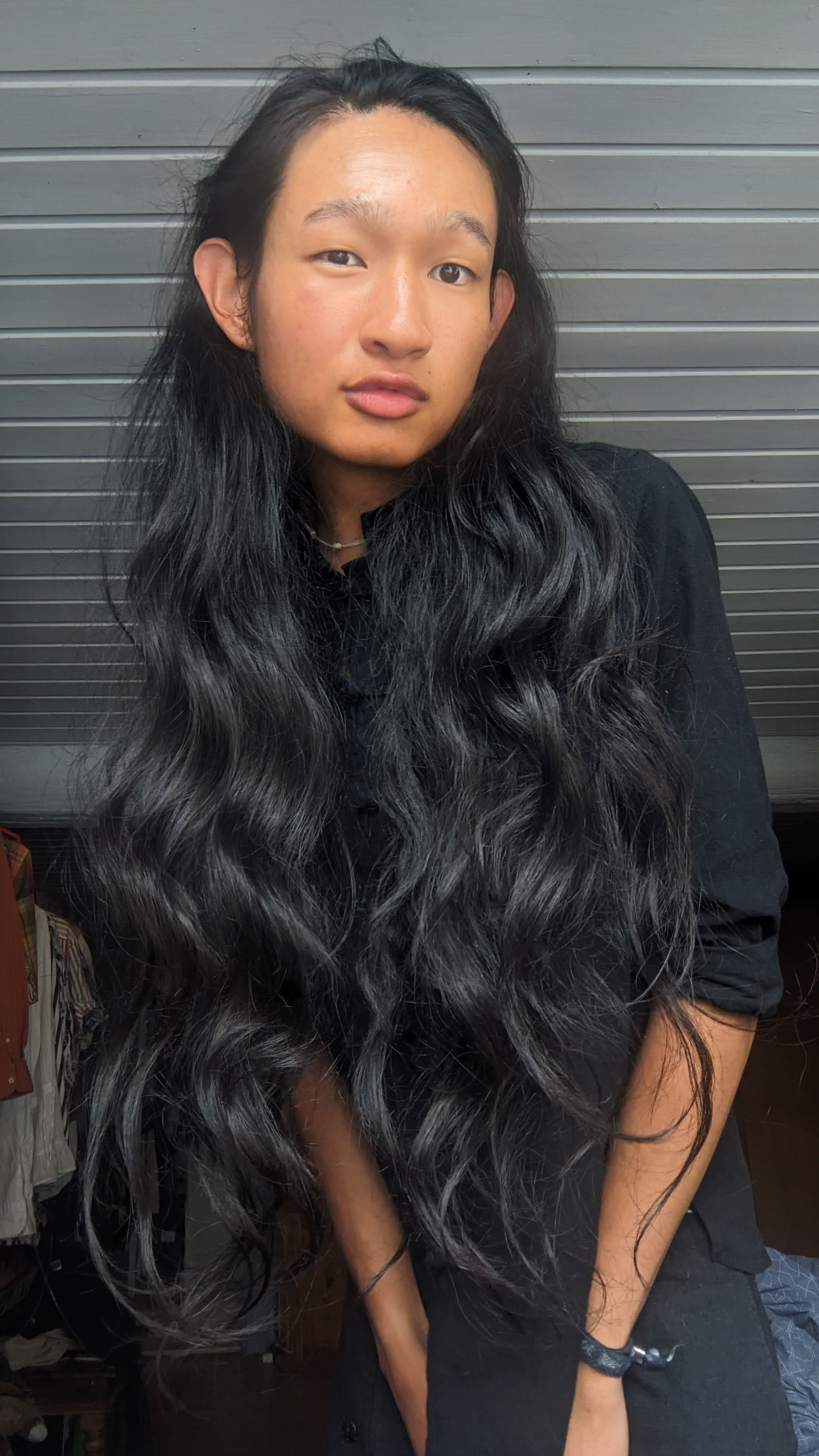
Schwarz

| weiß | blond | dunkelblond | rot | rotbraun, henna | hellbraun | braun | dunkelbraun | schwarz |

## Entstehung der natürlichen Haarfarbe eines Menschen
Melanine werden von Melanozyten produziert. Es handelt sich dabei um Zellen, die in den Haarfollikeln sitzen. Sie wandeln körpereigene Aminosäuren in verschiedene Arten des Farbpigmentes Melanin um, die für die Farbpalette des menschlichen Haars sorgen.
- Eumelanin ist ein Schwarz-Braun-Pigment. Es entscheidet darüber, wie dunkel die Farbe des Haares ist. In braunem und schwarzem Haar kommt es in erkennbaren Körnchen (Granula) vor.
- Das Phäomelanin ist ein Rot-Gold-Pigment. Es ist in hellblondem, blondem und rotem Haar in größeren Mengen enthalten. Dieses Pigment ist wesentlich kleiner als Eumelanin. Die Struktur ist ebenfalls feiner und diffuser.

Je nach Mischungsverhältnis dieser beiden Pigmenttypen entstehen die beim Menschen bekannten Farbvariationen. Alle dazwischen liegenden Haarschattierungen, wie beispielsweise brünett (bräunlich), rotbraun oder rotblond, entstehen aus unterschiedlichen Mischungsverhältnissen der beiden Melanintypen. Die natürliche Haarfarbe eines Menschen kann durch Bleichen oder Haarfärbung verändert werden. Ob die Haarfarbe kräftig leuchtet oder matt erscheint, hängt nicht von den Farbpigmenten ab, sondern von den farblosen Schuppenzellen (Cuticula) der Haaroberfläche. Stehen die Schuppen dieser Schicht ab, wirkt die Farbe des Haares matt und stumpf. Liegen die Schuppen an, leuchtet die Farbe kräftig. Welche Farbe die Haare haben, ob sie glatt oder lockig sind, dick oder dünn und wann die ersten pigmentlosen Haare wachsen, ist überwiegend genetisch bedingt.

## Verteilung in den menschlichen Populationen

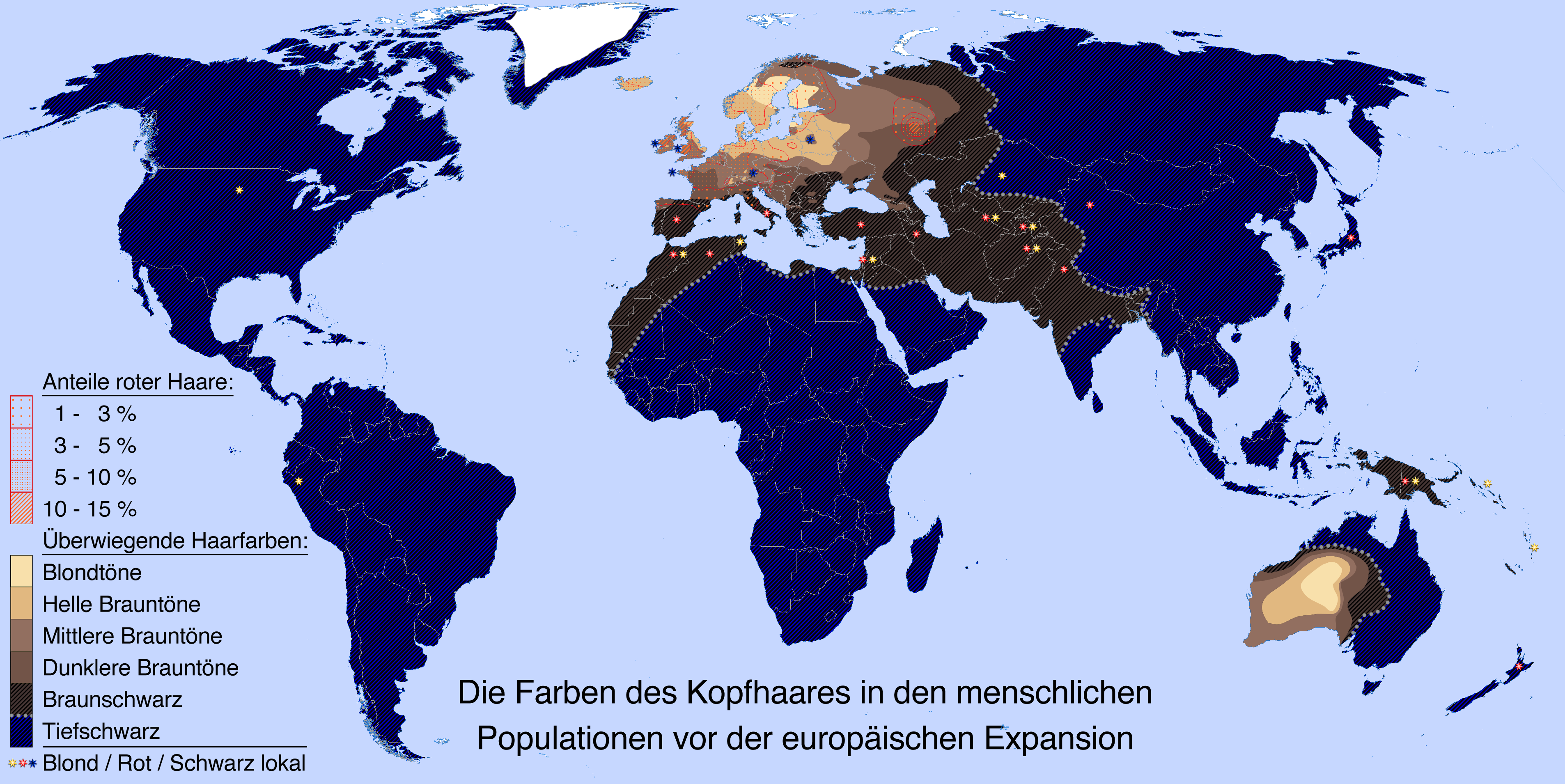
Verbreitung der Haarfarben in den menschlichen Populationen vor der europäischen Expansion

Mehr als die Hälfte aller Menschen hat schwarzes Haar, rund drei Viertel insgesamt sind dunkelhaarig. Schwarze Haare sind genetisch dominant und somit in fast allen menschlichen Populationen zu finden. Schwarz ist nicht gleich schwarz: So ist das Haar der Eurasier – den Fernen Osten ausgenommen – häufig von einem sehr tiefen Braun, während Schwarzafrikaner, Ostasiaten und Ureinwohner Amerikas und Australiens zumeist tiefschwarze Haare haben.
Die häufigsten Haarfarben der Europäer liegen im Bereich der Brauntöne, die von Tiefbraun im Mittelmeerraum nach Norden hin immer heller werden und dort von eher blonden Tönen abgelöst werden. Braun kommt ebenfalls häufig bei den Ureinwohnern von Australien, Neuguinea und Melanesien vor.
Natürlich blonde Haare behalten bis ins Erwachsenenalter nur etwa 2 % der Weltbevölkerung. Sie waren ursprünglich am häufigsten in Nord- und Osteuropa (sowie nach der europäischen Expansion bei deren Nachkommen in aller Welt). In Südwest- und Zentralasien sowie in Nordwest-Afrika kommen blonde Haare lokal vor. Dies ist vermutlich auf die Kontakte mit Nordeuropäern seit der Völkerwanderung zurückzuführen. Außerdem kommt blondes Haar – allerdings vorwiegend bei Kindern und Frauen – häufig bei den Aborigines Zentral- und Westaustraliens vor. Lokale Vorkommen blonder Haare finden sich darüber hinaus in Neuguinea und Melanesien. Zahlreiche Legenden erzählen von blonden oder rothaarigen Indianern, die schon vor Kolumbus in Amerika gelebt hätten. Tatsächlich kommen deutlich aufgehellte Haare beim Volk der Mandan am Missouri und bei den Nachfahren der Chachapoya in Peru vor. Die Ursache kann entweder auf einer Mutation wie bei den Melanesiern beruhen oder auf europäischen Einflüssen vor der Kolonialzeit. Letzteres wird von der Wissenschaft eher abgelehnt.
Eine ähnliche Verteilung haben rote Haare. Mit 1–2 % der Weltbevölkerung ist es die seltenste Haarfarbe. Die größte Häufigkeit findet man in Schottland, Wales und Irland; so haben 13 % der Schotten rote Haare. Wie man auf der Karte erkennen kann, sind lokale Vorkommen roter Haare häufig dort zu finden, wo auch blonde Haare vereinzelt vorkommen.

## Ergrauen des menschlichen Haares
Graue Haare gibt es genau genommen nicht. Der optische Eindruck von grauem Haar kommt von der Mischung aus pigmentierten und pigmentlosen Haaren. Entweder ist es weiß oder farblos. Haar ergraut nicht plötzlich, sondern Schritt für Schritt. Ein Grund für das Ergrauen (Canities) ist, dass der Körper im Alter oder aufgrund bestimmter Erkrankungen keine ausreichenden Mengen der Aminosäure Tyrosin produziert, die für die Melaninproduktion essenziell ist. So kann nachlassende Katalase-Aktivität über die Ansammlung von Wasserstoffperoxid im Haarschaft dazu führen, dass oxidative Schäden im aktiven Zentrum des Enzyms Tyrosinase nur noch eingeschränkt repariert werden. Der Mangel an Melanin führt zu einer Hypopigmentierung und wird durch Einlagerung von Luftbläschen in den Haarschaft ersetzt. Solche Haare erscheinen dem Betrachter weiß.
Ein anderer Grund für die Ergrauung wird im Untergang von Stammzellen im Haarfollikel gesehen. Melanozyten-Stammzellen werden demnach, unter anderem durch die altersbedingte Ansammlung von DNA-Schäden, dazu gebracht, sich entweder in reife Melanozyten zu differenzieren oder den programmierten Zelltod (Apoptose) einzuleiten. Im Schnitt leben Haare drei bis sieben Jahre, dann fallen sie aus, und ein neues Haar wächst an dieser Stelle. Nach und nach überwiegt der Anteil des weißen Haares. Haare an den Schläfen haben eine kürzere Lebensdauer, genau wie Barthaare. Deshalb ergrauen die meisten Menschen hier zuerst.
Auch Tierhaare werden im Alter grau bzw. weiß. Bei Mäusen wurde aufgezeigt, dass eine stressbedingte Ausschüttung von Noradrenalin die Zahl der Stammzellen verringert und vorzeitig zu weißem Fell führt.
Mehrere Studien deuten auf einen Zusammenhang zwischen Mangel an Vitamin B12 oder einer perniziösen Anämie, einer Erkrankung die mit einem Vitamin-B12-Mangel in Zusammenhang steht, und vorzeitigem Ergrauen der Haare. Es gibt Berichte, wonach sich eine auf Vitamin-B12-Mangel beruhende Ergrauung der Haare nach Beseitigung des Mangels rückgängig machen lässt.

## Kulturelle Rolle des Haarefärbens
Haarfärbung ist seit der altägyptischen Zeit nachweisbar. Die Praxis der künstlichen Veränderung der Haarfarbe war oft von moralischer Kritik begleitet. Dies änderte sich mit der Vermarktung der Haarfärbemittel. Der Kosmetikindustrie gelang es nach der Entdeckung von fortgeschrittenen Haarfärbemethoden um 1860, gefärbtes Haar einerseits natürlicher aussehen zu lassen und andererseits im Kontext blonder Hollywoodstars in Szene zu setzen. Zu den herausragenden medialen Inszenierungen von Haarfärbung gehören unter anderem Alfred Hitchcocks Vertigo (1958) und Jean Echenoz’ Roman Les Grandes Blondes (1995).

## Verwandte Themen
- Neben Albinismus und Piebaldismus gibt es bei Tieren auch Melanismus, der zu einer schwarzen Farbe des Fells, der Haut oder der Schuppen führt.
- Melanocyt (Pigmentzelle der Haut)
- „Oma-Grau“ als künstliche Haarfärbung